# Okres Vranov nad Topľou
Okres Vranov nad Topľou je jedním z okresů Slovenska. Leží v Prešovském kraji, v jeho jižní části. Na severu hraničí s okresy Svidník a Stropkov, na jihu s okresy Košice-okolí, Trebišov a Michalovce v Košickém kraji, na východě s okresem Humenné a na západě s okresem Prešov.